# Photocorynus spiniceps
Photocorynus spiniceps е вид морски дявол от семейство Linophrynidae, единствен представител на род Photocorynus.

## Описание
Известните зрели мъжки индивиди са 6,2 – 7,3 мм, по-малки от всяка друга зряла риба и гръбначни; женските обаче достигат значително по-голям размер до 50,5 мм. Въпреки това, много видове риби имат двата пола, достигащи зрялост под 20 мм.
Подобно на повечето други морски дяволи, Photocorynus spiniceps примамва плячката си в обхват на поразяване, използвайки биолуминесцентна торбичка в края на илиций – силно модифицирани първи лъч на гръбната перка, и поглъща плячката цяла с помощта на разтегляща се челюст и подобно разтегателен стомах. Неговата плячка понякога може да бъде толкова голяма, колкото собственото му тяло. Мъжкият прекарва живота си прикрепен с много по-големия си женски партньор, поради което на практика я превръща в хермафродит. Докато женската се грижи за плуването и храненето, мъжката, с голяма част от тялото си, състояща се от тестиси, е натоварена със задачата да подпомогне репродукцията.